# Sofulu, Görele
Çavuşlu là một thị trấn thuộc huyện Görele, tỉnh Giresun, Thổ Nhĩ Kỳ. Dân số thời điểm năm 2011 là 2.059 người.